# Konklawe (film 2024)
Konklawe (ang. Conclave) – brytyjsko-amerykański thriller z 2024 roku w reżyserii Edwarda Bergera. Jest to adaptacja powieści Roberta Harrisa wydanej pod tym samym tytułem w 2016 roku.

## Obsada
- Ralph Fiennes jako kardynał Thomas Lawrence
- Stanley Tucci jako kardynał Bellini
- John Lithgow jako kardynał Tremblay
- Sergio Castellitto jako kardynał Tedesco
- Isabella Rossellini jako siostra Agnes
- Lucian Msamati jako kardynał Adeyemi
- Carlos Diehz jako kardynał Benítez
- Brían F. O’Byrne(inne języki) jako monsignor Raymond O’Malley
- Merab Ninidze(inne języki) jako kardynał Sabbadin
- Thomas Loibl jako arcybiskup Mandorff
- Jacek Koman jako arcybiskup Woźniak
- Loris Loddi jako kardynał Villanueva

## Nagrody
- Podczas 78. ceremonii wręczenia nagród BAFTA(inne języki) (2025) spośród 12 nominacji film otrzymał nagrody w czterech kategoriach: „najlepszy film”, „najlepszy film brytyjski”, „najlepszy scenariusz adaptowany” i „najlepszy montaż”[2].
- Podczas 97. ceremonii wręczenia Oscarów (2025) obraz zdobył Oscara za najlepszy scenariusz adaptowany w roku 2024 (dla Petera Straughana(inne języki)); ponadto był nominowany do nagrody w 7 innych kategoriach: najlepszy film, najlepszy aktor pierwszoplanowy (Ralph Fiennes), najlepsza aktorka drugoplanowa (Isabella Rossellini), najlepsza scenografia (Suzie Davies, Cynthia Sleiter), najlepszy montaż (Nick Emerson), najlepsza muzyka (Volker Bertelmann), najlepsze kostiumy (Lisy Christl)[3][4].